# Allershausen
Allershausen este o comună din landul Bavaria, Germania.